# Lophosia angusticauda
Lophosia angusticauda är en tvåvingeart som först beskrevs av Townsend 1927.  Lophosia angusticauda ingår i släktet Lophosia och familjen parasitflugor. Inga underarter finns listade i Catalogue of Life.